# Curso de agua

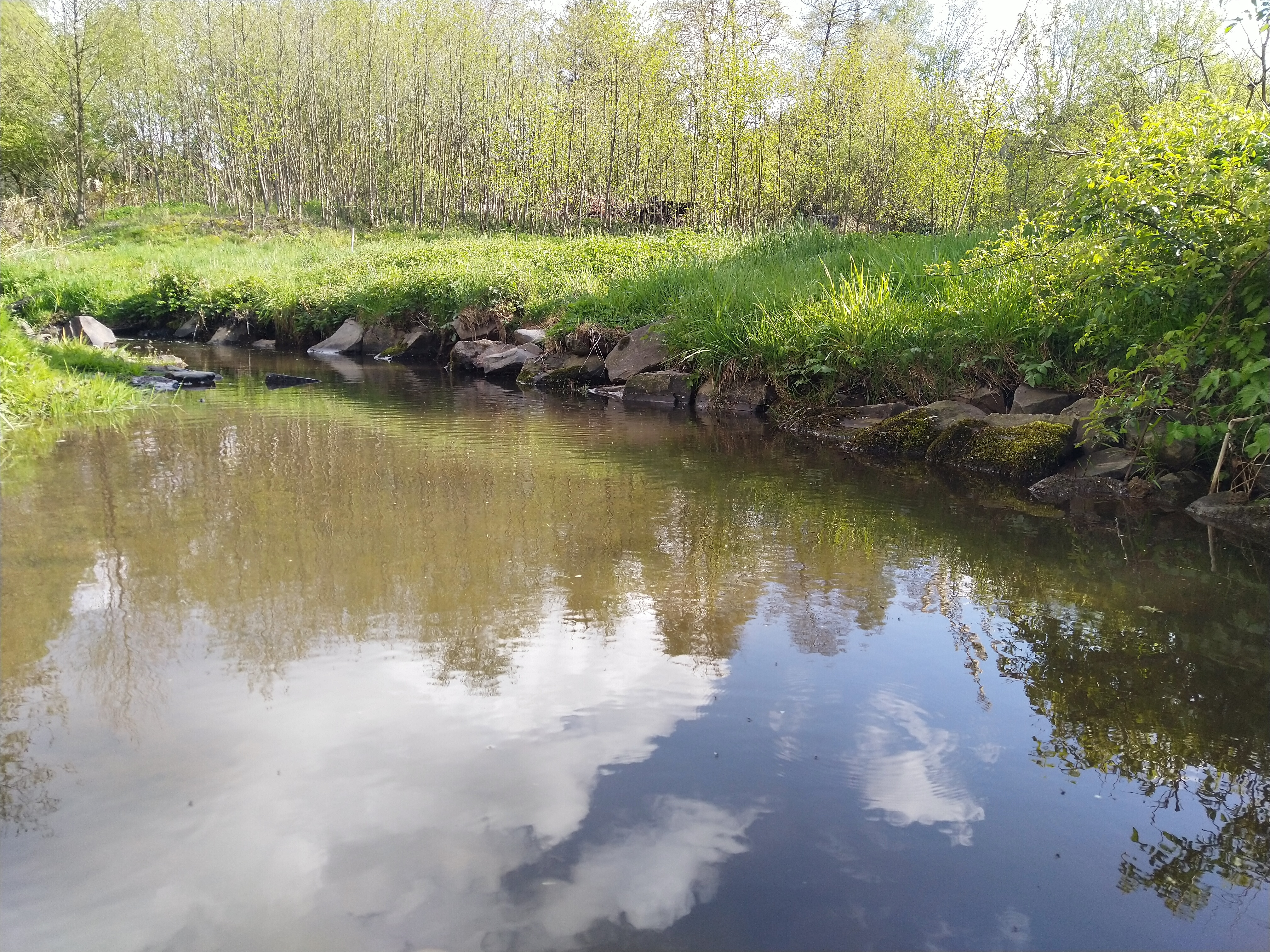
El Aubach (Wiehl), curso de agua en Alemania

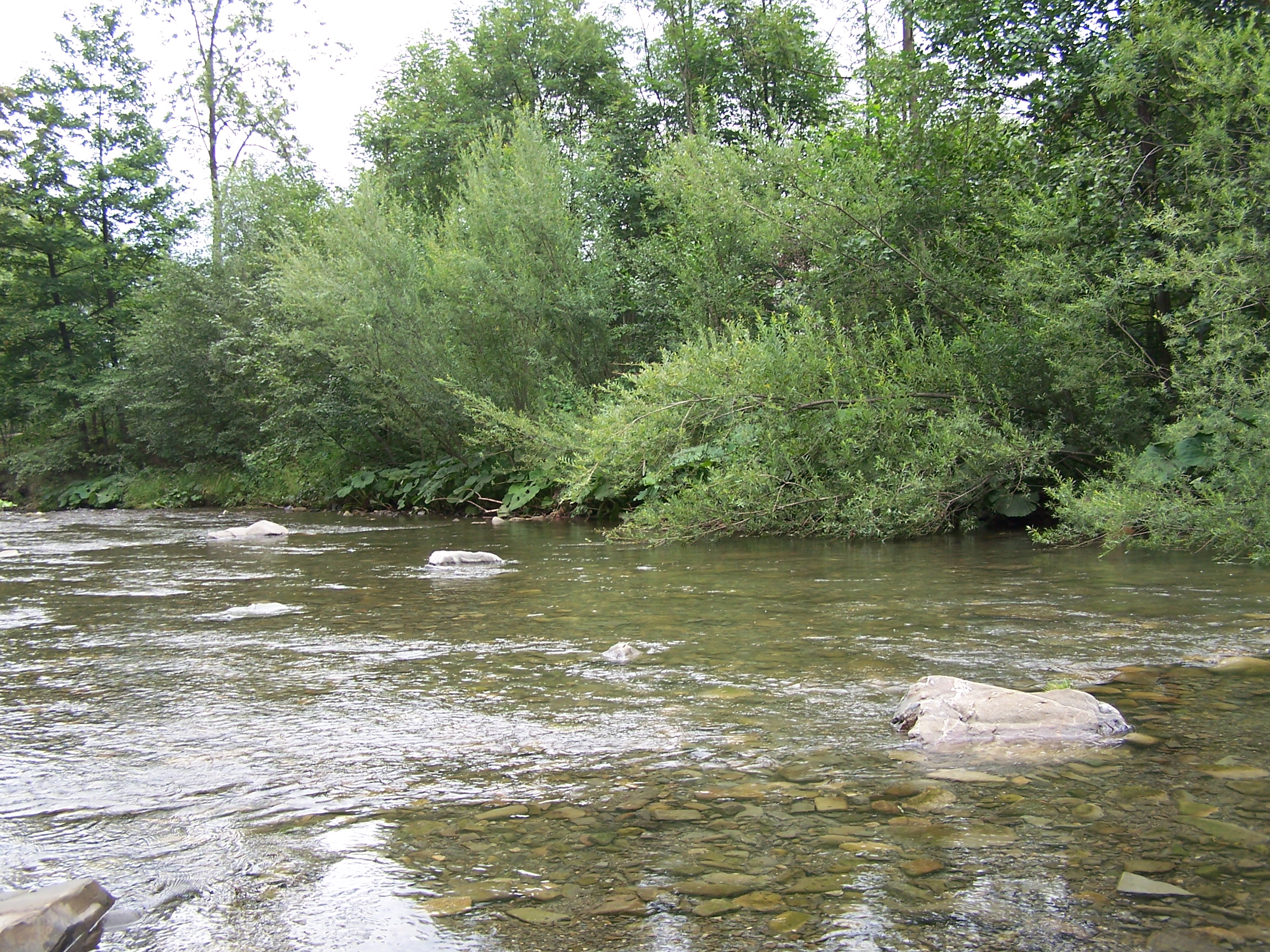
Río Lomnianka, curso de agua de la República Checa.

Un curso de agua es la denominación genérica con la que se designan las aguas corrientes que discurren por un cauce. Puede tratarse de un río, un arroyo, etc.
Todo curso de agua está alimentado por una cuenca cuyas aguas avena. Los torrentes y los arroyos forman los afluentes de los ríos principales que desembocan en el mar o en un lago. El régimen de un curso de agua depende esencialmente de las condiciones de su alimentación, de los parámetros de su cuenca (extensión, clima, pendientes del relieve y de las características de su lecho: anchura, trazado, perfiles longitudinal y transversal, etc. Por lo demás, las formas del lecho no cesan de cambiar, ya que en ciertas partes sufren una erosión más o menos intensa, en tanto que en otras se depositan aluviones que elevan el fondo y regularizan su perfil. Incluso las mayores cascadas acaban por desaparecer, pues al ir retrocediendo disminuye su altura hasta el punto de suprimirse el desnivel.
La potamología estudia numerosos fenómenos relativos a los cursos de agua. Entre estos los hay que conciernen a la dinámica fluvial y otros constituyen la hidrología fluvial propiamente dicha.

## Corriente fluvial
Cuando con "curso de agua" se refiere a la escorrentía por el cauce de un río de las aguas procedentes de la arroyada, la fusión del hielo o de la nieve o los manantiales, se habla de una corriente fluvial.

### Velocidad del flujo
Se miden las corrientes fluviales recurriendo a los medios materiales y a los métodos y fórmulas de la hidrodinámica fluvial. La velocidad de los hilillos de agua varía considerablemente a lo largo del cauce, pero también en cada punto de la sección mojada, tanto de una orilla hacia la otra como del fondo a la superficie. La velocidad depende también de la pendiente, la profundidad y la rugosidad del lecho, las irregularidades de los márgenes, etc. Los hilillos de agua son tanto más rápidos cuanto más lejos circulan de los márgenes y del fondo. La mayor rapidez se da en la zona subsuperficial, por encima de los puntos más profundos. Las líneas de igual velocidad son llamadas isodromas o isotaquias. La velocidad media de toda la sección mojada es inferior a 10 y hasta 20% a la velocidad de la capa superficial. en la superficie se observa que la máxima velocidad registrada rebasa entre 25 a 45% la velocidad media calculada entre los dos márgenes.
Cuando el régimen del río es normal, con un caudal medio, la velocidad suele ser inferior a 1 m/s en los cursos de agua de pendiente suave; se incrementa en el curso inferior si aumenta mucho la profundidad del cauce. En los ríos de mucho caudal y de pendiente acentuada, la velocidad suele ser de 1,5 a 2 m/s. Durante las crecidas excepcionales la velocidad llega a ser de 4 m/s en los ríos más caudalosos y de 5 a 10 m/s en algunos afluentes.

### Turbulencias
La corriente es siempre turbulenta: en vez de discurrir paralelamente, los hilillos de agua se separan unos de otros, se entrecruzan y se enrollan sobre sí mismos hasta formar torbellinos muchas veces visibles en la superficie (cuando su eje es vertical). Esa turbulencia está provocada por las irregularidades del lecho y la presencia de obstáculos (pilares de los puentes, construcciones en los márgenes, árboles, etc.). Ello tiene por efecto frenar considerablemente la corriente fluvial.